# Amata turbida
Amata turbida là một loài bướm đêm thuộc phân họ Arctiinae, họ Erebidae.